# 小行星4050
小行星4050（英語：4050 Mebailey）是一颗围绕太阳公转的小行星。1976年9月20日，克拉斯-英格瓦·拉格爾科維斯特、漢斯·瑞克曼（Hans Rickman）在Kvistaberg发现了此天体。
这颗小行星的绝对星等为247.3188469205184等。